# Martin Lawrence Grant
Martin Lawrence Grant  ( 1907 - 1968 ) fue un botánico, ornitólogo, y explorador estadounidense. Se desempeñó académicamente en la Universidad Norteña de Iowa, Cedar Falls, Iowa.
Fue un destacado recolector y taxónomo, de la flora de Iowa, Hawái, Minesota; Colombia, Venezuela, y de la Polinesia Francesa y parte de sus colecciones se resguardan en el Herbario de la "Academia de Filadelfia de Ciencias Naturales" 

## Algunas publicaciones
- Grant, martin lawrence, f. raymond Fosberg, howard m. Smith. 1975. Partial Flora of the Society Islands: Ericaceae to Apocynaceae. Smithsonian Contributions to Botany 17, 85 pp.

- La abreviatura «M.L.Grant» se emplea para indicar a Martin Lawrence Grant como autoridad en la descripción y clasificación científica de los vegetales.[2]

## Fuente
- Allen G. Debus (dir.) 1968. World Who’s Who in Science. A Biographical Dictionary of Notable Scientists from Antiquity to the Present. Marquis-Who’s Who. Chicago : xvi + 1855 pp.